# Deklaracja praw Wirginii
Deklaracja praw Wirginii (ang. Virginia Declaration of Rights) – akt prawny uchwalony 12 czerwca 1776 roku w Wirginii, kolonii brytyjskiej w Ameryce Północnej. Została ona napisana przez George'a Masona i opierała się na zasadach wyznawanych przez Johna Locke'a, zgodnie z którymi prawa człowieka stanowią fundament istnienia państwa.
Deklaracje praw poszczególnych stanów (pierwsza taką deklarację ogłosiła Karolina Północna 7 czerwca) poprzedzały dokument o nazwie Deklaracja niepodległości Stanów Zjednoczonych ogłoszony 4 lipca 1776 roku w Filadelfii. Deklaracje te nie odnosiły się do Stanów Zjednoczonych, lecz traktowały poszczególne kolonie jak niezależne od Wielkiej Brytanii (ale również od innych podmiotów politycznych na obszarze Ameryki) państwa. Delegat Wirginii na Kongres Kontynentalny, Richard Henry Lee, stwierdził publicznie, że zjednoczone kolonie powinny i muszą ogłosić się niepodległymi państwami.
Deklaracja praw Wirginii jest aktem o tyle ważnym, że w sposób jasny i bezsporny określała prawo wyborcze, jako równe dla wszystkich wolnych obywateli, co w poszczególnych byłych koloniach, niebędących jeszcze państwami-stanami, nie było takie oczywiste. W większości z nich zachowano wysoki cenzus majątkowy.
Prawo ogółu do rządzenia państwem, w myśl zasady, że ludzie są sobie równi z natury, a rząd jest wynikiem umowy społecznej i jeśli nie spełnia swych funkcji zgodnie z wolą ogółu, ogół ma prawo obalić go siłą, to główne przesłania zasad głoszonych przez Tomasza Jeffersona, które w Deklaracji praw Wirginii znalazły swoje odbicie.